# Ludwig Kappeller
Ludwig Josef Kappeller (* 20. Juli 1804 in Graz; † 14. September 1883 in Wien) war ein österreichischer Mechaniker des 19. Jahrhunderts, Empfänger zahlreicher Auszeichnungen, Mitglied mehrerer wissenschaftlicher Gesellschaften und ein führender Hersteller wissenschaftlicher und physikalischer Instrumente.

## Leben und Wirken
Ludwig J. Kappeller wurde als Sohn des in Imst geborenen Bürgermeisters Josef Anton Kapeller  (1781–1806) geboren, der als Porträtmaler und Bürgermeister in Einöd bekannt war, und der Maria Anna geb. Sigowski.
Er wuchs ohne Vater auf und lernte ihn nie kennen, da sein Vater starb, als Ludwig noch nicht einmal zwei Jahre alt war.
Ludwig J. Kappeller begann ein Medizinstudium an der Universität Wien, widmete sich später jedoch ganz den Naturwissenschaften. Unter Anleitung seiner Lehrer Andreas Baumgartner, August Kunzek und Andreas Ettingshausen eignete er sich vertiefte Kenntnisse und Erkenntnisse aus den Naturwissenschaften an.
Um die Bedürfnisse der naturwissenschaftlichen Forschung zu verstehen, knüpfte Ludwig J. Kappeller längerfristige und oft freundschaftliche Beziehungen zu Persönlichkeiten seiner Zeit – Alexander Humboldt, Joseph J. Littrow, Simon Stampfer, Karl Jelinek, Ferdinand Hessler, Ludwig F. Kämtz, Ignacij Knoblehar, Augustin Reslhuber. Auf dieser Grundlage gründete er im Jahr 1830 im Alter von 26 Jahren ein Unternehmen, das sich auf die Herstellung von Thermometern, Barometern, Entfernungsmessern für Landvermesser sowie Messinstrumenten für die Landwirtschaft spezialisierte. Dieses kleine Unternehmen erlangte unter der Leitung von Ludwig J. Kappeller innerhalb von 50 Jahren eine bedeutende Stellung in Bereich der Messgeräteherstellung aufgebaut. Viele seiner Produkte wurden patentiert und international ausgezeichnet. Als Experte der Meteorologie erwarb sich Kappeller nicht nur in Wien, Österreich und Deutschland einen Namen, sondern konkurrierte mit seinem Wissen auch erfolgreich in Frankreich und England, in Nordamerika, Brasilien und in der Türkei. L. J. Kappeller war Gründungsmitglied der Österreichischen Meteorologischen für Gesellschaft. Er war das einzige langjährige Vorstandsmitglied der Österreichischen Meteorologischen für Gesellschaft ohne akademische Ausbildung und einer der letzten Zeugen der Entwicklung der Meteorologie seit ihrem Eintritt in den Kreis der Naturwissenschaften. Das österreichische Wetternetz ist seit seiner Gründung mit hochwertigen Instrumenten von Kappeller ausgestattet.
Kappeller betrieb die Entomologie auch als Hobby und seine Sammlung zählt zu den berühmtesten Privatsammlungen.

## Familie
Ludwig J. Kappeller heiratete am 27. Juni 1835 in Schottenfeld Anna Sibila Schwarz (* 1812; † 11. Februar 1891). Aus der Ehe gingen zwei Söhne (Ludwig, Heinrich) und vier Töchter (Marianna Fenzlau, Paulina Nicolin, Franziska Strohl von Strohlendor, Amalia Rüprecht) hervor. Ludwig Josef Kappeller starb am 14. September 1883 im Alter von 79 Jahren. Er wurde auf dem Wiener Zentralfriedhof, Sektor 30C, Grabnummer 7/9, beerdigt. Seine beiden Söhne (kurz) Ludwig (* 14. September 1836; † 8. Juni 1884) und Heinrich (* 8. Mai 1839; † 16. April 1897) führten seine Forschungen, Entwicklungen und Geschäfte erfolgreich weiter. Nach Heinrichs Tod übernahmen Heinrichs Söhne – Heinrich Jr. (* 1. Februar 1866; † 6. Mai 1929) und Maximilian Kappeller (* 25. Juli 1872; † 15. April 1960) – die Leitung des Unternehmens.
Die Firma Heinrich Kappeller mit Sitz in der Kettenbrückengasse 9 im 5. Wiener Gemeindebezirk Margarethen entwickelte sich um die Jahrhundertwende zum dominierenden Hersteller und Lieferanten nicht nur physikalischer, geodätischer und meteorologischer Instrumente, sondern auch Wettersäule in der Österreichisch-ungarischen Monarchie.